# Fernando Soares Pereira
Fernando Pereira (Maceió),  é um político brasileiro, filiado ao PP. Nas eleições de 2022, foi eleito deputado estadual por AL.